# Lepadella berzinsi
Lepadella berzinsi är en hjuldjursart som beskrevs av Segers 1993. Lepadella berzinsi ingår i släktet Lepadella och familjen Lepadellidae. Inga underarter finns listade i Catalogue of Life.